# Мільйон від Діда Мороза
«Мільйо́н від Ді́да Моро́за» — український новорічний повнометражний телевізійний художній фільм, знятий на основі телевізійного серіалу «Леся+Рома». Прем'єра в Україні 31 грудня 2007 року на телеканалі ICTV.

## Сюжет
31 грудня Леся (Ірма Вітовська) і Рома (Дмитро Лалєнков) вирішують зробити своєму другу-п'яничці Федору Михаличу подарунок — мільйон доларів. Старанно надрукувавши його на кольоровому принтері, вони дбайливо спакували презент у традиційний червоний мішок.
Тим часом невідомі зловмисники у костюмах Діда Мороза (Ігор Гнезділов) і Снігуроньки (Олександр Бондаренко) пограбували справжній банк. Пара і гадки не мала, що через ланцюжок неймовірних випадків мішки з грошима переплутаються.
Закохані потрапляють у в'язницю за фальшивомонетництво. Леся опиняється на Окружній як повія, а Рома, якого переплутали з кримінальним авторитетом, стає жертвою у справжньому підпільному бійцівському клубі.

## У ролях
- Ірма Вітовська — Леся
- Дмитро Лалєнков — Рома
- Ігор Гнезділов — Дід Мороз
- Олександр Бондаренко — Снігуронька